# Ханда (приток Киренги)
Ханда — река в Иркутской области России, левый приток Киренги.
Длина — 242 км, площадь бассейна — 5750 км². Вытекает из озера Наниматли в 27 км юго-западнее посёлка городского типа Магистральный Казачинско-Ленского района. В верховье протекает через озёра Кутукаткан и Агджени. Высота истока — 722 м над уровнем моря. Высота устья — 536 м над уровнем моря.
Система водного объекта: Киренга → Лена → море Лаптевых.

## Данные водного реестра

Бассейн Лены

По данным государственного водного реестра России относится к Ленскому бассейновому округу, речной бассейн реки — Лена, водохозяйственный участок реки — Киренга.
Код объекта в государственном водном реестре — 18030000312117100007971.

### Наиболее значимые притоки (км от устья)
- 35 км: река Нотай (пр)
- 40 км: река Чендока (пр)
- 82 км: река Чимукчин (пр)